# Ángel Gilberto Adame
Ángel Gilberto Adame (Ciudad de México, 17 de marzo de 1967) es un escritor, biógrafo, y notario mexicano.

## Biografía
Nacido en la Ciudad de México en 1967, obtuvo una licenciatura en derecho por la Universidad Nacional Autónoma de México (UNAM).
Se ha desempeñado como notario la mayor parte de su carrera, y ha sido coordinador de diferentes libros homenaje a destacados juristas mexicanos como Julián Güitrón Fuentevilla y Bernardo Pérez Fernández del Castillo.
Además de su vocación jurídica se ha dedicado al estudio de la historia de México y la vida de algunos de sus personajes ilustres; es autor de Octavio Paz: el misterio de la vocación (2015), una biografía sobre Octavio Paz, donde explica ciertos periodos de la vida del poeta que habían permanecido en la penumbra, y otra sobre Jesús Moreno Baca. Ha sido articulista en diversos medios como: El mundo del Abogado y colaborador en Letras Libres y El Universal.
En 2017 publicó De armas tomar: feministas y luchadoras sociales de la Revolución Mexicana, un libro que reúne las semblanzas de mujeres que trascendieron en diversos ámbitos durante y después de la Revolución Mexicana, así mismo es autor de una antología de académicos de la Facultad de Derecho de la UNAM.

## Publicaciones seleccionadas

### Antologías
- Adame, Ángel Gilberto (2014). Antología de Académicos de la Facultad de Derecho. México, D.F: Porrúa. ISBN 9786070076305.
- Paz, Octavio; Adame, Ángel Gilberto (2018). Octavio Paz en 1968: el año axial: cartas y escritos sobre los movimientos estudiantiles (Primeraición edición). Ciudad de México: Taurus. ISBN 9786073170253.

### Biografías
- Adame, Ángel Gilberto (2014). El séptimo sabio : vida y derrota de Jesús Moreno Baca. México, D.F: Porrúa. ISBN 9786078507696.
- Adame, Ángel Gilberto (2015). Octavio Paz: el misterio de la vocación (Primeraición edición). México, D. F: Aguilar. ISBN 9786073134262.
- Adame, Ángel Gilberto (2017). De armas tomar: feministas y luchadoras sociales de la Revolución Mexicana (Primeraición edición). Ciudad de México: Aguilar. ISBN 9786073152242.